# Ходцев, Николай Павлович
Николай Павлович Ходцев (3 июня 1927, Подлипки, ныне — Королёв / Тамбовская губерния — 9 февраля 2007) — советский футболист, защитник. Мастер спорта СССР.
Юношей дважды становился чемпионом ЦС Всесоюзного общества «Трудовые резервы». С 18 лет — игрок «Зенита» Калининград. В 1950—1952 годах за ВВС провёл 27 матчей в чемпионате СССР, забил один гол. Полуфиналист Кубка СССР 1951 года.
После расформирования команды ВВС играл за команду города Калининграда (1953—1955, 1959). Больше 45 лет работал на заводе на должностях от чертёжника до старшего инженера. На пенсии занимался общественной работой. Был членом правления спортклуба «Вымпел», членом президиума городского общества инвалидов. Играл в составе команды ветеранов. Скончался в 2007 году.